# Єгоров Георгій Михайлович
Георгій Михайлович Єгоров (нар. 30 жовтня 1918, село Местаново, тепер Волосовського району Ленінградської області, Російська Федерація — 9 лютого 2008, місто Москва) — радянський діяч, начальник Головного штабу ВМФ СРСР, голова Центрального Комітету ДТСААФ СРСР, адмірал. Герой Радянського Союзу (27.10.1978). Депутат Верховної Ради СРСР 9-го і 11-го скликань. Член Президії Верховної Ради СРСР у 1984—1989 роках. Кандидат у члени ЦК КПРС в 1976—1981 і 1986—1989 роках.

## Біографія
Народився в селянській родині. У 1934 році закінчив 8 класів середньої школи. У 1936 році закінчив два курси Ленінградського технікуму точної механіки і оптики.
З липня 1936 року — у Військово-морському флоті СРСР. У 1940 році закінчив Вище військово-морське училище імені Фрунзе.
Після закінчення училища в червні 1940 року призначений командиром штурманської бойової частини (БЧ-1) підводного човна типу «Щука» (Щ-310) 2-ї бригади підводних човнів Балтійського флоту.
Учасник німецько-радянської війни з червня 1941 року. Член ВКП(б) з 1942 року.
З кінця 1942 року — помічник командира, з лютого 1943 року — виконувач обов'язків командира підводного човна типу Щ-310. У лютому 1943 року направлений навчатися на курси офіцерського складу при Навчальному загоні підводного плавання імені Кірова у Махачкалі, де перебував до серпня 1944 року. У грудні 1944 року призначений командиром підводного човна М-90 Балтійського флоту.
Після закінчення війни командував декількома підводними човнами Балтійського флоту (Північнобалтійського флоту і 8-го ВМФ): С-20 на Балтиці (грудень 1946 — лютий 1947), Н-26 (лютий 1947 — червень 1949), Б-26 (червень 1949 — лютий 1950). У лютому 1950 року переведений на Камчатську військову флотилію, де командував підводними човнами С-111 (лютий — грудень 1950) і Б-12 (з грудня 1950 року), а у січні 1953 року призначений командиром 92-ї бригади підводних човнів 16-ї дивізії підводних човнів Камчатської флотилії.
З вересня 1953 року — командир 171-ї бригади підводних човнів (порт Находка) 5-го ВМФ, з листопада 1954 по грудень 1956 — начальник штабу 40-ї дивізії підводних човнів Тихоокеанського флоту.
У 1959 році закінчив Військово-морську академію імені Ворошилова.
З жовтня 1959 року — командир 8-ї дивізії підводних човнів на Тихоокеанському флоті. У серпні 1961 року на Північному флоті почалося формування 12-ї ескадри підводних човнів, і контр-адмірал Єгоров був призначений її першим командиром.
З квітня 1963 року — начальник штабу — 1-й заступник командувача Північного флоту.
З січня 1967 року — заступник Головнокомандувача Військово-морського флоту (ВМФ) СРСР із бойової підготовки.
З 3 травня 1972 року по 1 липня 1977 року — командувач Червонопрапорного Північного флоту СРСР.
У липні 1977 — листопаді 1981 року — начальник Головного штабу ВМФ — 1-й заступник Головнокомандувача ВМФ СРСР.
У листопаді 1981 — листопаді 1988 року — голова Центрального Комітету ДТСААФ СРСР. У 1980-х роках входив до редакційної колегії героїко-патріотичного літературно-художнього альманаха «Подвиг».
З листопада 1988 року — військовий інспектор-радник Групи генеральних інспекторів Міністерства оборони СРСР.
З травня 1992 року — у відставці в місті Москві. Був членом бюро Російського комітету ветеранів війни і військової служби, почесним президентом Санкт-Петербурзького клубу моряків-підводників.
Похований на Троєкурівському цвинтарі Москви.

## Військові звання
- Контр-адмірал (7.05.1960)
- Віце-адмірал (16.06.1965)
- Адмірал (20.05.1971)
- Адмірал флоту (5.11.1973)

## Нагороди
- Герой Радянського Союзу № 11304 (27.10.1978)
- два ордени Леніна (1963, 27.10.1978)
- орден Жовтневої Революції (1974)
- три ордени Червоного Прапора (1942, 1953, 1968)
- три ордени Вітчизняної війни І ступеня (1945, 1945, 1985)
- орден Червоної Зірки (1951)
- орден «За службу Батьківщині у Збройних Силах СРСР» III ступеня (1988)
- медалі СРСР;
- орден Червоного Прапора Монголія
- орден «За бойові заслуги» (Монголія, 1945)
- орден Партизанської зірки І ст. Югославія
- медаль «50 років Монгольської Народної Армії»
- медаль «60 років Монгольської Народної Армії»
- медаль «30 років Халхін-Гольської Перемоги» (Монголія)
- медаль «За Перемогу над Японією» (Монголія)
- медаль «За зміцнення дружби по зброї» І ст. (Чехословаччина)
- медаль «Братерство по зброї» (Польща)